# テクノポリス (雑誌)
『テクノポリス』は、1982年から1994年まで徳間書店（後に徳間書店インターメディア）より発行されていたパソコンゲーム雑誌。通称はテクポリ。

## 概要

### 創刊
1982年6月21日に月刊誌として創刊された。vol.1 1982年8月 創刊号では、雑誌を表す売り文句を「マイコン入門雑誌」 とし、パーソナルコンピューター（当時の呼称はマイコン）を核にしながらも、新技術全般、またSF小説まで扱う雑誌であった。vol.2 1982年9月 創刊第2号では「PLAY SCIENCE MAGAZINE」と名乗り始め、コンピューターグラフィックスを大きく取り扱うようになり、1982年10月 創刊3号ではウォーゲームを取り扱い、ゲームも特集し始めた。vol.4からは「MICOM BEGINNER'S MAGAZINE（マイコンビギナーズ マガジン）」と売り文句を変え、水着モデルの佐々木よしえを表紙に用い、CGを表示するプログラムを掲載。vol.5ではミンキーモモのCGを表示するプログラムを掲載すると同時に表紙に採用し、以後は若い女性芸能人と掲載プログラムのCGを表紙に用いることが多くなる。
この頃までは、科学絡みの記事が多く、「ザ・アキバ」という秋葉原の紹介や、「ベェシッ君」というモンキー・パンチの漫画も連載されたが、それらは整理ないし終了して、より若者向けのパソコン専門誌としての色彩を強めてゆき、「ナイコンでもわかる遊べる」を謳って、各社から発売されていたパソコンの最新情報や、読者投稿のCGプログラム・ゲームプログラムなどを数多く掲載するようになっていった。黎明期のパソコンにおいては利用者のほとんどはプログラマであり、機械語プログラムの入門記事など硬派な記事も掲載していた。
1984年1月号から、売り文句を「ライトな時代でも遊べるパソコン入門αマガジン」と変え、徐々に市販のゲームなどを中心とした娯楽寄りの姿勢を強めていく。
1985年2月には、増大する投稿プログラムに対応するため、本誌以外にも別冊「プログラムポシェット」を発行し、読者から寄せられたプログラムを掲載した。
この時代、目次などの挿絵に佐藤元を起用していた。キャラクターはMYという女の子と、『機動戦士ガンダム』のハロが元ネタである球状ロボットのパコがよく描かれた。

### ゲーム雑誌化
1980年代中期になるとパソコン市場が成熟し、ユーザーの主な関心は市販ゲームソフトに移った。また、CGプログラムは今まで黙認されていたアニメキャラクターの版権問題が徐々に取り上げられるようになり、掲載が難しくなった。そのため、1986年1月号から「パソコン・ゲームベンチャーMagazine」と売り文句を変え、機械語のプログラミング講座などは終了し、ゲーム紹介やその攻略を中心としたものに変化していった。中でも、市販ソフトの改造手順を紹介したコーナー「マル忍改造」は人気があった。ただし、当時はゲームの攻略情報について、どのように雑誌が取り扱うかの合意がメーカーと雑誌社の間で形成されておらず、トラブルを引き起こすケースもあった。代表的なトラブル事例には、『フラッピー』の再開パスワード公開と『ザ・ブラックオニキス』のキャラクターデータ改造プログラムが挙げられる。これら2つのソフトには、当時クリアしたユーザーを対象に認定書の発行をメーカーが行っていたため、特に問題となった。
読者投稿や読者との交流にも重点が置かれ、投稿が最初に掲載されるとテクポリクラブ会員として認められ、会員番号付きの会員証・バッジ・手帳が編集部から送付されるようになっていた。プログラムやイラスト投稿、手紙といった間接的な繋がりに留まらず、読者が編集部に来たり、読者宅へ電話をするといった企画もあった。読者欄は女子大生パーソナリティーが司会を務め、人気が高かった。

### 美少女ゲーム誌化、そして休刊へ
1980年代後期になると、ファミコンを代表とする家庭用ゲーム機が一般化し、ゲームを遊ぶ装置としてのパソコンの優位性は急速に失われていった。以後、パソコンゲームは家庭用ゲームでは扱いが難しいアダルトゲーム・同人ソフトを中心に発展していくこととなる。
以前から度々美少女ゲーム特集を組んでいた本誌もこの流れに追随し、「ちょっとカゲキな パソコンプレイングMagazine」として、パソコンの美少女ゲームを大きく取り扱う雑誌へと変化した。当時、徳間書店は「美少女ゲーム」という用語を商標登録していたほどであったが、あくまで美少女を対象にしたものでアダルトゲーム中心ではなく、他にもRPGやストラテジーゲームなど硬派なものも一貫して取り扱った。また、初期からのCGプログラムの流れを受けて、CG講座や、ぬり絵コンテスト、CGを描くユーティリティの特集などもよく組まれた。
この頃になると紙面サイズも従来より若干小型化され、雑誌全体が刷新された。表紙にはアニメーターとしても名を馳せていたイラストレーターのいのまたむつみが起用され、アニメ・ゲーム両方のファン層を取り込むことに一役買っている。また、出版だけでなくゲーム制作にも進出した。これについては、徳間書店インターメディア#ゲーム作品一覧を参照。
1993年9月号からは「パソコンゲーム情報誌」として体験版のフロッピーディスクを付属させるなどしたが、1994年2月8日発売の同年3月号を最後に休刊した。
なお、編集スタッフの一部はアダルトゲーム紹介が取り止めとなった際に独立し、『BugBug』や『PC Angel』の編集に携わっている。2誌とも創刊時の作りが本誌に似ていたのは、このためである。

### その後
休刊後、本誌に関する動静は見られず、徳間書店インターメディアも徳間書店本体に吸収合併され、ゲーム雑誌は休廃刊となっていった。しかし、本誌休刊から20年が経った2014年1月30日、同様に発売20周年を迎えた『闘神都市II』がニンテンドー3DSでリメイクされることを受け、同作の予約特典として「やっぱり美少女いっぱいゲームMagazine」として『月刊テクノポリス2014復活版』が制作された。「『闘神都市II』発売時はすでに休刊していた本誌にもし同作が掲載されていたら」という仮定のもと、当時の関係者が編集に参加して当時の誌面の雰囲気を再現したうえ、佐藤元や矢野健太郎による漫画も掲載されている。